# Mponeng
Mponeng är en guldgruva i provinsen Gauteng i Sydafrika. På det lokala språket sotho betyder namnet "se på mig". Tidigare var gruvan känd som Western Deep Levels. Gruvan togs i bruk 1987. Den når ett djup av mer än 4 kilometer under markytan. Färden från ytan till botten av gruvan tar över en timme. Mponeng anses vara en av de mest betydande guldgruvorna i världen.
Över 5 400 metriska ton sten grävs ut från Mponeng varje dag. När priset är 19,4 USD per gram guld behöver gruvan bara utvinna 10 gram guld per ton utgrävt berg för att det ska vara lönsamt. Gruvan innehåller minst två guldlager, det djupaste en meter tjockt.
Harmony Gold köpte Mponeng från AngloGold Ashanti i september 2020. Tillsammans med AGA:s Mine Waste Solutions betalade Harmony cirka 300 miljoner USD.

## Fysiska förhållanden
Temperaturen i berget når 66 °C, genom att gruvan pumpar ner issörja under jord för att kyla ner luften i gruvan till under 30 °C. En blandning av betong, vatten och sten packas in i utgrävda områden och fungerar som isolering. Tunnelväggarna är säkrade med flexibel sprutbetong förstärkt med stål.
År 2008 upptäckte forskare som letade efter extremofila organismer bakterien Desulforudis audaxviator som finns i grundvattenprover från flera kilometers djup i gruvan.

## I populärkulturen
Millan Ludeña, en ecuadoriansk maratonlöpare, blev den första personen att springa ett halvmaraton helt under jorden i den djupaste delen av Mponeng. En domare från Guinness rekordbok fanns på plats för att dokumentera loppet och utfärdade certifikatet för den djupaste halvmaran.